# Landgericht Altenstadt
Das Landgericht Altenstadt war von 1853 bis 1879 als Landgericht ein erstinstanzliches Gericht der ordentlichen Gerichtsbarkeit in Altenstadt (heute: Wetteraukreis) im Großherzogtum Hessen.

## Geschichte

### Gründung
1853 erhielten einige Gerichtsbezirke in der Provinz Oberhessen des Großherzogtums neue Zuschnitte. In diesem Zusammenhang wurde zum 15. Oktober 1853 auch ein neues Landgericht in Altenstadt errichtet.

### Ende
Mit dem Gerichtsverfassungsgesetz von 1877 wurden Organisation und Bezeichnungen der Gerichte reichsweit vereinheitlicht. Zum 1. Oktober 1879 hob das Großherzogtum Hessen deshalb die Landgerichte auf. Funktional ersetzt wurden sie durch Amtsgerichte. So ersetzte nun das Amtsgericht Altenstadt das Landgericht Altenstadt. „Landgerichte“ nannten sich nun die den Amtsgerichten direkt übergeordneten Obergerichte. Das Amtsgericht Alsfeld war dem Bezirk des Landgerichts Gießen zugeordnet.
Zugleich wurden 1879 die Grenzen der Gerichtsbezirke an einigen Stellen neu gezogen. So gelangten einige Gemeinden, die zuvor zum Landgerichtsbezirk Altenstadt gehört hatten, an das Amtsgericht Büdingen (siehe: tabellarische Übersicht).

## Bezirk
Das Landgericht Altenstadt war für die nachfolgend gelisteten Gemeinden örtlich zuständig:
| Gemeinde             | Vom                    | 1879 an                |
| -------------------- | ---------------------- | ---------------------- |
| Altenstadt           | Landgericht Großkarben | Amtsgericht Altenstadt |
| Altwiedermus         | Landgericht Büdingen   | Amtsgericht Büdingen   |
| Bönstadt             | Landgericht Friedberg  | Amtsgericht Altenstadt |
| Düdelsheim           | Landgericht Büdingen   | Amtsgericht Büdingen   |
| Eckartshausen        | Landgericht Büdingen   | Amtsgericht Büdingen   |
| Enzheim              | Landgericht Ortenberg  | Amtsgericht Altenstadt |
| Glauberg             | Landgericht Ortenberg  | Amtsgericht Altenstadt |
| Hainchen             | Landgericht Ortenberg  | Amtsgericht Altenstadt |
| Heegheim             | Landgericht Büdingen   | Amtsgericht Altenstadt |
| Himbach              | Landgericht Büdingen   | Amtsgericht Büdingen   |
| Höchst an der Nidder | Landgericht Großkarben | Amtsgericht Altenstadt |
| Langen-Bergheim      | Landgericht Büdingen   | Amtsgericht Altenstadt |
| Lindheim             | Landgericht Ortenberg  | Amtsgericht Altenstadt |
| Nieder-Mockstadt     | Landgericht Büdingen   | Amtsgericht Altenstadt |
| Oberau               | Landgericht Großkarben | Amtsgericht Altenstadt |
| Rodenbach            | Landgericht Großkarben | Amtsgericht Altenstadt |
| Rommelhausen         | Landgericht Großkarben | Amtsgericht Altenstadt |
| Staden               | Landgericht Büdingen   | Amtsgericht Altenstadt |
| Stammheim            | Landgericht Großkarben | Amtsgericht Altenstadt |